# Messier 85
Messier 85 (NGC 4649) is een elliptisch sterrenstelsel in het sterrenbeeld Hoofdhaar (Coma Berenices) en het maakt deel uit van de Virgocluster. In 1781 werd dit sterrenstelsel door de Fransman Pierre Méchain ontdekt en korte tijd later door zijn landgenoot Charles Messier op diens lijst van komeetachtige objecten geplaatst als nummer 85.
De schijnbare afmetingen van Messier 85 en de afstand tot het stelsel van 60 miljoen lichtjaar leren ons dat de werkelijke diameter van het stelsel ongeveer 125.000 lichtjaar is. Net zoals de meeste elliptische sterrenstelsels bestaat M85 uit voornamelijk oudere sterren die zich in een vergevorderd stadium van hun evolutie bevinden.
Een supernova (type I) werd in 1960 in dit stelsel waargenomen en deze bereikte een helderheid van magnitude 11,7. In de onmiddellijke nabijheid van Messier 85 ligt NGC 4394. Dit stelsel ligt op ruwweg dezelfde afstand als Messier 85 en is naar alle waarschijnlijkheid een satellietstelsel van M85.